# Югов, Антон
Антон Танев Югов (болг. Антон Танев Югов; 28 августа, 1904, Ругуновец, Османская империя — 6 июля 1991, София, Болгария) — болгарский политик, один из руководителей Болгарской коммунистической партии (БКП).

## Биография
Антон Югов, уроженец Эгейской Македонии, после Первой мировой войны вместе со своей семьей эмигрировал в Пловдив. С 1921 года стал членом Болгарского коммунистического молодёжного союза, а с 1928 — БКП. Участвовал в коммунистическом крыле ВМРО и в 1933—1934 годах был секретарём ЦК ВМРО (объединённая).

## В СССР
С 1934 по 1936 год Антон Югов учился в Международной ленинской школе в СССР.
Дочь Антона Югова Виолета вышла замуж за старшего сына М. А. Шолохова — Александра.

## Руководство
После восстания 9 сентября 1944 года Югов стал министром внутренних дел (1944—1949), а с 1956 по 1962 годы занимал должность премьер-министра Болгарии. С 1962 года отстранён от политики под предлогом «грубых нарушений социалистической законности и антипартийной деятельности». Тем не менее был удостоен званий «Герой социалистического труда Болгарии» в 1984 году и «Герой Народной Республики Болгария» в 1989 году.